# Morbid Visions
| Críticas profissionais | Críticas profissionais |
| Avaliações da crítica  | Avaliações da crítica  |
| Fonte                  | Avaliação              |
| ---------------------- | ---------------------- |
| allmusic               | [ 3 ]                  |
| sputnik                | [ 4 ]                  |

Morbid Visions é o primeiro Álbum do Sepultura, lançado em 1986 pela Cogumelo Records. Foi gravado em São Paulo (No estúdio Vice-Versa, pois a Cogumelo não queria que a banda gravasse no JG Studios em Belo Horizonte, onde haviam gravado o EP Bestial Devastation) e mixado por Eduardo Santos e Zé "Heavy" Luiz e a capa é de um amigo da banda, Alex. O disco figura entre as primeiras gravações de death metal da história, ao lado dos primeiros álbuns do Celtic Frost e Possessed.
O estilo do álbum é death metal e black metal. No encarte do Roadrunner de reedição do álbum (que inclui as faixas do Bestial Devastation), Max Cavalera admitiu que a banda negligenciava a afinação de suas guitarras durante as sessões. 
Este disco foi lançado exatamente um ano após o lançamento do debut da banda, o split LP Bestial Devastation. Foi o último disco com a participação de Jairo T., que deixou o Sepultura por motivos pessoais. Um ano após esse disco, viria o lançamento do próximo álbum, Schizophrenia, com o novo guitarrista Andreas Kisser.
O álbum, junto com Bestial Devastation, foi regravando por Max e Igor Cavalera sobe o nome Cavalera Conspiracy em 2023.

## Faixas
Todas as faixas compostas por Sepultura.
| N.º | Título                 | Duração |  |
| 1.  | "Morbid Visions"       | 3:23    |  |
| 2.  | "Mayhem"               | 3:15    |  |
| 3.  | "Troops of Doom"       | 3:21    |  |
| 4.  | "War"                  | 5:32    |  |
| 5.  | "Crucifixion"          | 5:02    |  |
| 6.  | "Show Me the Wrath"    | 3:52    |  |
| 7.  | "Funeral Rites"        | 4:23    |  |
| 8.  | "Empire of the Damned" | 4:24    |  |

## Créditos

### Sepultura
- Max Cavalera - vocal, guitarra
- Jairo Guedez - guitarra, vocais de apoio[6] baixo (não creditado)
- Paulo Jr. - baixo (creditado, mais não tocou no álbum)[7][8]
- Igor Cavalera - bateria

### Ficha Técnica
- Produção: Sepultura, Eduardo Santos e Zé "Heavy" Luiz.
- Mixagem: Eduardo Santos e Zé "Heavy" Luiz.
- Arte da capa: Alex.
- Fotos: Borges, Pat e Vanda Guimarães.